# KNDS
KNDS is een Duits-Franse holding van wapenfabrikanten die in 2015 werd gevormd door de fusie van het Duitse Krauss-Maffei Wegmann met het Franse staatsbedrijf Nexter Systems. Het hoofdkantoor van de combinatie werd in Amsterdam gevestigd. Vanaf juni 2023 werd de naam "KNDS" gebruikt als gezamenlijke merknaam. In april 2024 werden de twee onderdelen van de groep hernoemd tot KNDS Deutschland en KNDS France. Buiten de twee thuislanden heeft de groep ook vestigingen in België, Brazilië, Indonesië, Italië, Griekenland, Hongarije, Saoedi-Arabië, Singapore, het Verenigd Koninkrijk en de Verenigde Staten.
KNDS is vooral bekend van zijn bewapende legervoertuigen. Deze omvatten de Duitse Leopard 2- en de Franse Leclerc-tank. De twee landen willen deze vervangen door één nieuwe tank, de Main Ground Combat System, die door KNDS zal worden ontwikkeld. KNDS maakt ook de CAESAR-houwitser, de Leguan-bruggenlegger en is betrokken bij de productie van pantservoertuigen op wielen als de Fennek, Boxer MRAV, VBMR Griffon, VBMR-L Serval en EBRC Jaguar. Voorts levert het bedrijf wapensystemen, munitie en militaire uitrusting en diensten allerhande.